# Vương tộc Hohenzollern
Nhà Hohenzollern (/ˌhoʊənˈzɒlərn/, /-nˈzɔːl-, -ntˈsɔːl-/;Tiếng Đức Haus Hohenzollern, pronounced [ˌhaʊs hoːənˈtsɔlɐn]; Tiếng Romania: Casa de Hohenzollern) là một triều đại lâu đời ở Đức, các thành viên của vương tộc này là các Bá tước, Thân vương, tuyển đế hầu, vua và hoàng đế của Hohenzollern, Bá quốc Brandenburg, Công quốc và Vương quốc Phổ, Đế quốc Đức, Thân vương quốc và Vương quốc Romania và nhiều lãnh địa khác. Gia tộc này đến từ khu vực xung quanh thị trấn Hechingen ở Swabia vào cuối thế kỷ XI và lấy họ theo Lâu đài Hohenzollern. Tổ tiên đầu tiên của dòng họ Hohenzollern được nhắc đến trong một văn bản chính thức là vào năm 1061.
Vương tộc Hohenzollern chia thành hai nhánh, nhánh Công giáo Swabia và nhánh Tin Lành Franconia, cai trị Bá quốc Nuremberg và sau đó trở thành nhánh Brandenburg-Phổ. Nhánh Swabia cai trị các Thân vương quốc Hohenzollern-Hechingen và Hohenzollern-Sigmaringen cho đến năm 1849, và cũng cai trị Romania từ năm 1866 đến năm 1947. Các thành viên của nhánh Franconia trở thành Phiên hầu xứ Brandenburg vào năm 1415 và Công tước xứ Phổ vào năm 1525.
Phiên hầu Brandenburg và Công quốc Phổ được cai trị theo hình thức liên minh cá nhân sau năm 1618 và được gọi là Brandenburg-Phổ. Từ đó, Vương quốc Phổ được thành lập vào năm 1701, cuối cùng dẫn đến thống nhất của Đức và sự ra đời của Đế chế Đức vào năm 1871, với người đứng đầu Nhà Hohenzollern là Hoàng đế Đức thế tập và Vua của Phổ.
Thất bại của Đế chế Đức trong Thế chiến thứ nhất năm 1918 đã dẫn đến Cách mạng Đức. Vương quyền của Nhà Hohenzollern bị lật đổ và Cộng hòa Weimar được thành lập, do đó chấm dứt chế độ quân chủ ở Đức và Phổ. Georg Friedrich Prinz von Preussen, là người đứng đầu hiện tại của dòng dõi hoàng gia Phổ trước đây, trong khi Karl Friedrich von Hohenzollern, là người đứng đầu dòng dõi Thân vương Swabia trước đây.

## Bá quốc Zollern

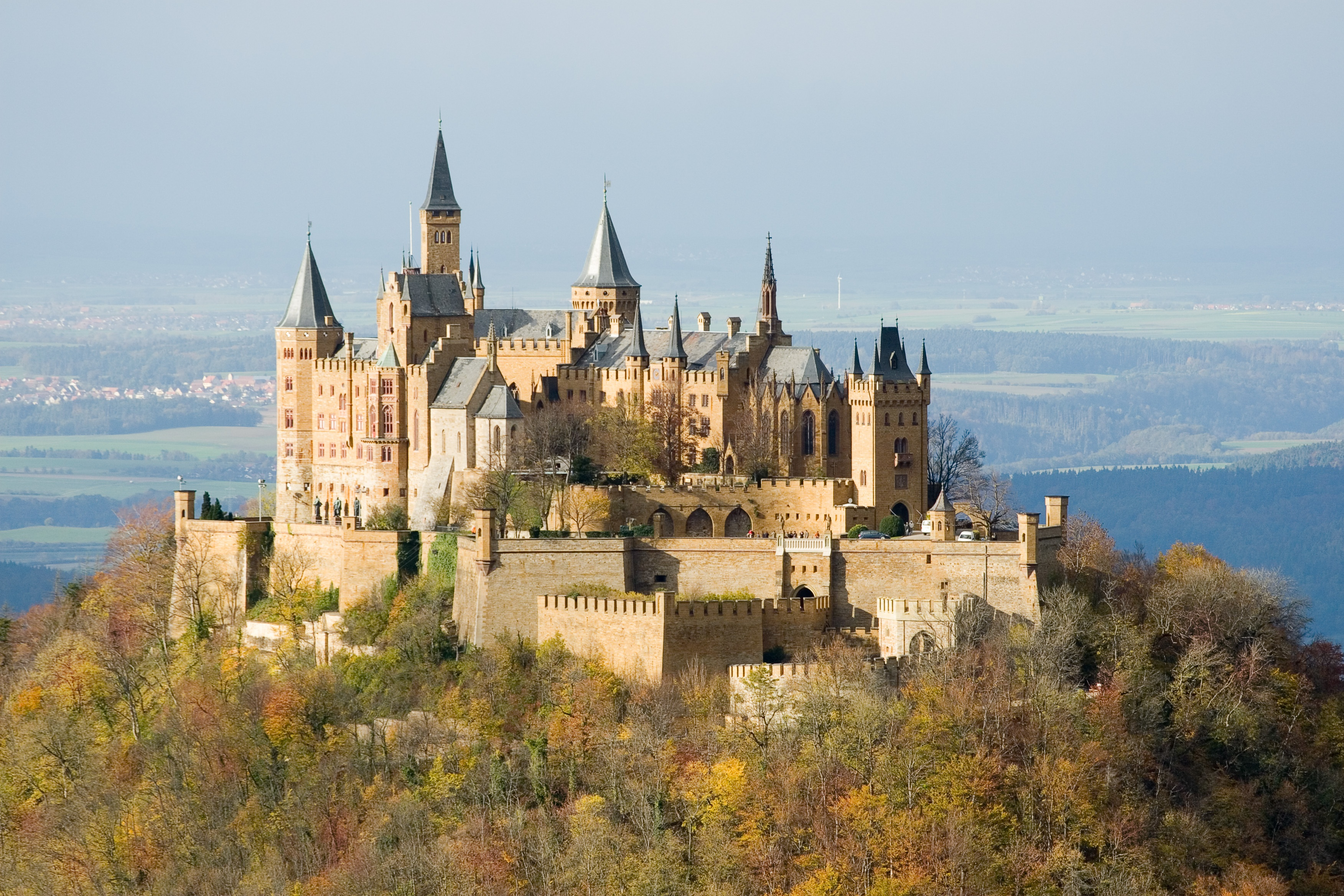
Lâu đài Hohenzollern, gần Hechingen, được xây dựng vào giữa thế kỷ 19 bởi Friedrich Wilhelm IV của Phổ trên phần còn lại của lâu đài cũ, được xây dựng vào đầu thế kỷ XI.

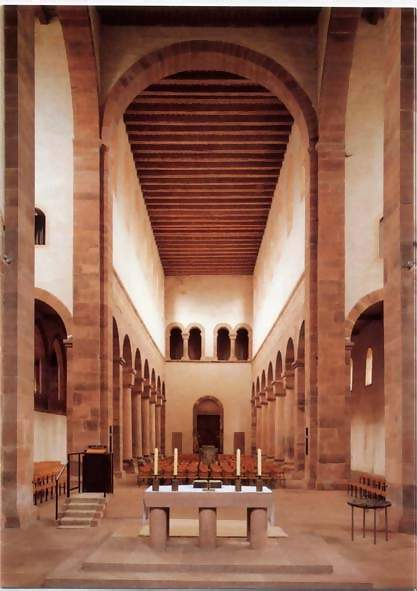
Tu viện Alpirsbach, được thành lập bởi dòng họ Hohenzollern vào năm 1095

Lãnh địa Zollern, từ năm 1218, được gọi là Bá quốc Hohenzollern, nó là một nhà nước của Đế chế La Mã Thần thánh, đô thành của nó là Hechingen.
Gia tộc Hohenzollern đặt tên cho các điền trang của họ theo tên Lâu đài Hohenzollern ở dãy núi Alps Swabia. Lâu đài Hohenzollern nằm trên một ngọn núi cao 855 m so với mặt nước biển. Ngày nay, lâu đài vẫn thuộc về gia tộc này.
Triều đại Hohenzollern được nhắc đến lần đầu tiên vào năm 1061. Theo biên niên sử thời trung cổ Berthold xứ Reichenau, Burkhard I, Lãnh chúa xứ Zollern (de Zolorin) sinh trước năm 1025 và mất năm 1061.
Năm 1095, Bá tước Adalbert xứ Zollern thành lập Tu viện Alpirsbach dòng Benedictine, tọa lạc tại Rừng Đen.
Gia tộc Zollern nhận được tước hiệu Graf (Bá tước) từ Hoàng đế Heinrich V của Thánh chế La Mã vào năm 1111.
Là chư hầu trung thành của triều đại Hohenstaufen Swabia, họ đã có thể mở rộng đáng kể lãnh thổ của mình. Bá tước Friedrich III (khoảng 1139 – khoảng 1200) đã tháp tùng Hoàng đế Friedrich Barbarossa chống lại Heinrich Sư tử vào năm 1180, và thông qua cuộc hôn nhân của mình, ông đã được Hoàng đế Heinrich VI của Thánh chế La Mã ban cho tước hiệu Burggraf (Bá tước lâu đài) của Nuremberg vào năm 1192. Vào khoảng năm 1185, ông kết hôn với Sophia xứ Raabs, con gái của Conrad II xứ Raabs. Sau cái chết của Conrad II mà không để lại người thừa kế nam, Friedrich III đã được ban cho Nuremberg và từ đó ông và con cháu mình đã cai trị xứ này như là một bá tước lâu đài.
Vào năm 1218, chức Burggraf được chuyển cho con trai cả của Friedrich là Conrad I xứ Nuremberg, qua đó ông trở thành tổ tiên của nhánh Franconia của Hohenzollern, nhánh này đã trở thành Tuyển đế hầu xứ Brandenburg vào năm 1415.

### Bá tước Zollern (1061–1204)
- Cho đến năm 1061: Burkhard I[6]
- Trước năm 1125: Friedrich I[6]
- Giữa khoảng 1125 và 1142: Friedrich II, con trai cả của Friedrich I[8]: XLI
- Giữa khoảng 1143 và 1150–1155: Burkhard II, con trai thứ 2 của Friedrich I[8]: XLI
- Giữa khoảng 1150–1155 và 1160: Gotfried xứ Zimmern, con trai thứ 4 của Friedrich I[8]: XLI
- Trước năm 1171 – khoảng 1200: Friedrich III/I (con trai của Friedrich II, cũng là Bá tước lâu đài Nuremberg)

Sau khi Friedrich qua đời, các con trai của ông đã phân chia các điền trang của gia đình cho nhau:
- Conrad I đã nhận được hạt Zollern và đổi nó lấy Bá quốc lâu đài Nuremberg với em trai là Friedrich IV vào năm 1218, qua đó thành lập nhánh Franconia của Nhà Hohenzollern. Các thành viên của dòng dõi Franconia cuối cùng đã trở thành nhánh Brandenburg-Phổ và sau đó cải sang đạo Tin Lành.
- Friedrich IV đã nhận được Bá quốc lâu đài Nuremberg vào năm 1200 từ cha mình và đổi nó lấy Bá quốc Zollern vào năm 1218 với em trai mình, qua đó thành lập nhánh Swabian của Nhà Hohenzollern, vẫn theo Công giáo.[6]

## Nhánh Franken Hohenzollern

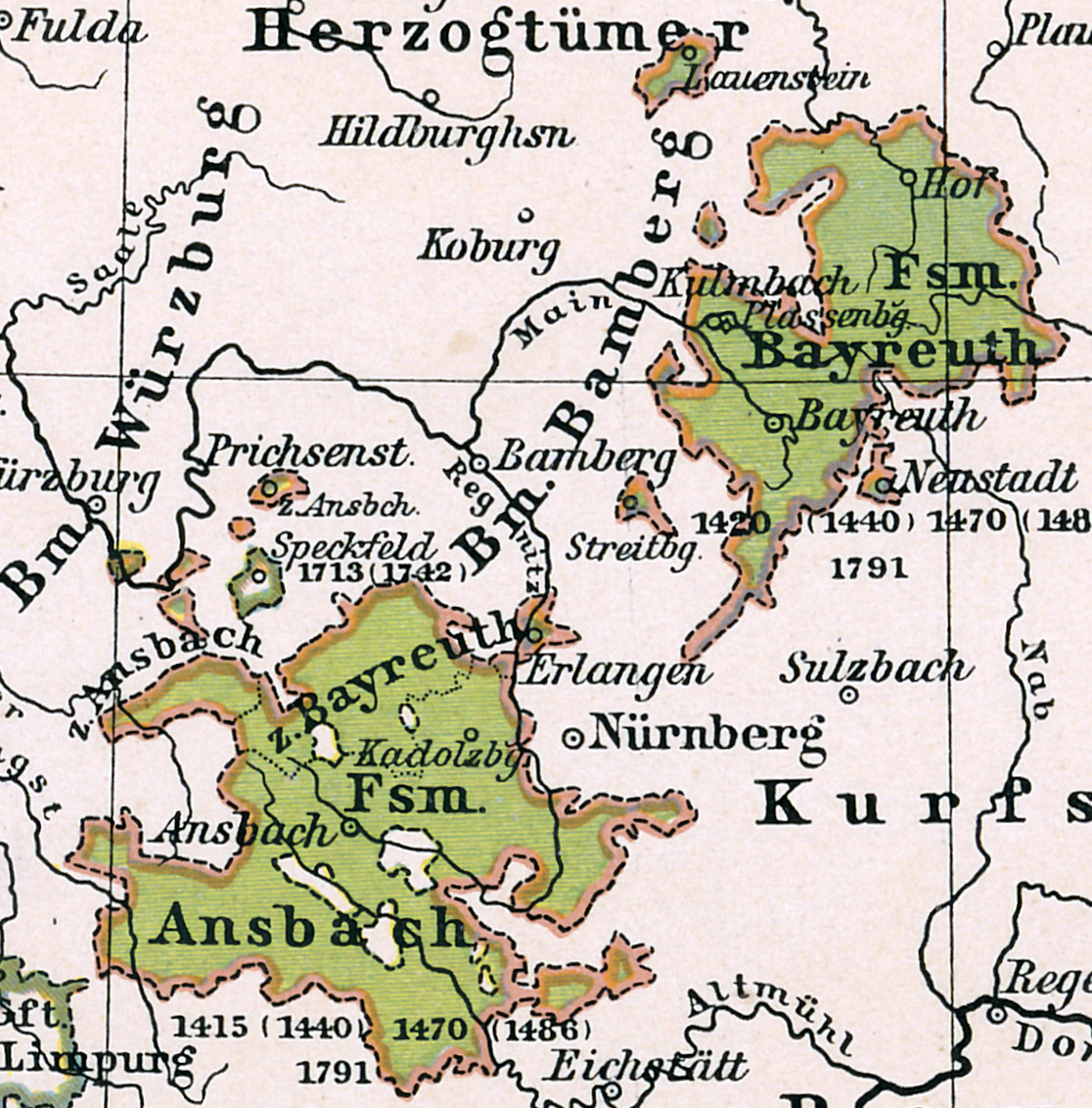
Khu vực Nuremberg, Ansbach, Kulmbach và Bayreuth (Franconia)

Các con cháu của Konrad I xứ Nürnberg (* khoảng 1186; † khoảng 1260/1261), con của Friedrich III xứ Zollern, cho tới năm 1427 là Bá tước lâu đài Nürnberg. Ban đầu, các bá tước lâu đài Nürnberg có ít tài sản. Gia đình chỉ có quyền sử dụng tài sản của cơ quan cai quản lâu đài. Tuy nhiên từ thế kỷ XIII, do mua lại đất đai lãnh thổ này đã mở rộng và đến thế kỷ XV trong thời công tước Friedrich VI xứ Nürnberg thì có lãnh thổ lớn nhất. Nhờ làm sui gia với nhà Abenberg năm 1236 mà họ được thêm lâu đài Abenberg và Cadolzburg. Ngoài ra, dòng họ Hohenzollern đóng vai trò bảo trợ tu viện Heilsbronn, nơi mà từ 1297 tới năm 1625 chứa những quan tài của gia đình. Năm 1260, họ được thừa hưởng thành phố Bayreuth; năm 1331, họ được Ansbach; năm 1340 thì được Kulmbach và Plassenburg. Năm 1363, Hoàng đế Karl IV từ nhà Luxemburg đã nâng tước vị bá tước lâu đài lên Công tước. Vào năm 1427, Friedrich II, Tuyển hầu xứ Brandenburg, đã bán lâu đài Nürnberg và tước bá tước lâu đài cho thành phố Nürnberg.
Từ những lãnh thổ mà không bán đi, sau đó phát triển thành Thân vương quốc Bayreuth và Thân vương quốc Ansbach, mà cũng được cai trị bởi dòng họ Hohenzollern. Trong quá trình Hòa giải Đức, năm 1806, Ansbach được sáp nhập vào Vương quốc Bayern, còn Bayreuth thì sáp nhập vào vương quốc này vào năm 1810.

### Bá tước lâu đài Nürnberg (1192-1427)
- 1192–1200/1204: Friedrich I (cũng là Bá tước xứ Zollern với tước hiệu Friedrich III)
- 1204–1218: Friedrich II (cũng là Bá tước của Zollern với tước hiệu Friedrich IV)
- 1218–1261/1262: Conrad I/III (cũng là Bá tước xứ Zollern)
- 1262–1297: Friedrich III (k. 1220–1297)
- 1297–1300: Johann I (khoảng 1279–1300)
- 1300–1332: Friedrich IV (1287–1332)
- 1332–1357: John II (khoảng 1309–1357)
- 1357–1397: Friedrich V (trước 1333–1398)

Khi Friedrich V qua đời vào ngày 21 tháng 1 năm 1398, đất đai của ông được chia cho hai người con trai của ông:
- 1397–1420: Johann III/I (cũng là Phiên hầu tước xứ Brandenburg-Kulmbach)
- 1397–1427: Friedrich VI/I/I, (cũng là Tuyển đế hầu và Phiên hầu tước xứ Brandenburg, cũng là Phiên hầu tước xứ Brandenburg-Ansbach và Brandenburg-Kulmbach)

Sau khi Johann III/I qua đời vào ngày 11 tháng 6 năm 1420, các lãnh địa của Brandenburg-Ansbach và Brandenburg-Kulmbach đã được thống nhất trong thời gian ngắn dưới thời Friedrich VI/I/I. Ông cai trị Lãnh địa của Brandenburg-Ansbach sau năm 1398. Từ năm 1420, ông trở thành Phiên hầu tước xứ Brandenburg-Kulmbach. Từ năm 1411, Friedrich VI trở thành thống đốc Brandenburg và sau đó là Tuyển đế hầu và Phiên hầu tước xứ Brandenburg với tư cách là Friedrich I. Sau khi ông qua đời vào ngày 21 tháng 9 năm 1440, các lãnh thổ của ông được chia cho các con trai của ông:
- Friedrich II xứ Brandenburg
- Albrecht III, Tuyển hầu xứ Brandenburg và Phiên hầu tước xứ Brandenburg-Ansbach
- Johann II, Phiên hầu xứ Brandenburg-Kulmbach

Năm 1427, Friedrich, Tuyển hầu xứ Brandenburg đã bán Lâu đài Nürnberg và quyền Bá tước lâu đài của mình cho Thành bang Đế chế Nürnberg. Các lãnh thổ Brandenburg-Ansbach và Brandenburg-Kulmbach vẫn là tài sản của gia tộc Hohenzollern, trước đây là một phần của Bá quốc lâu đài Nuremberg.

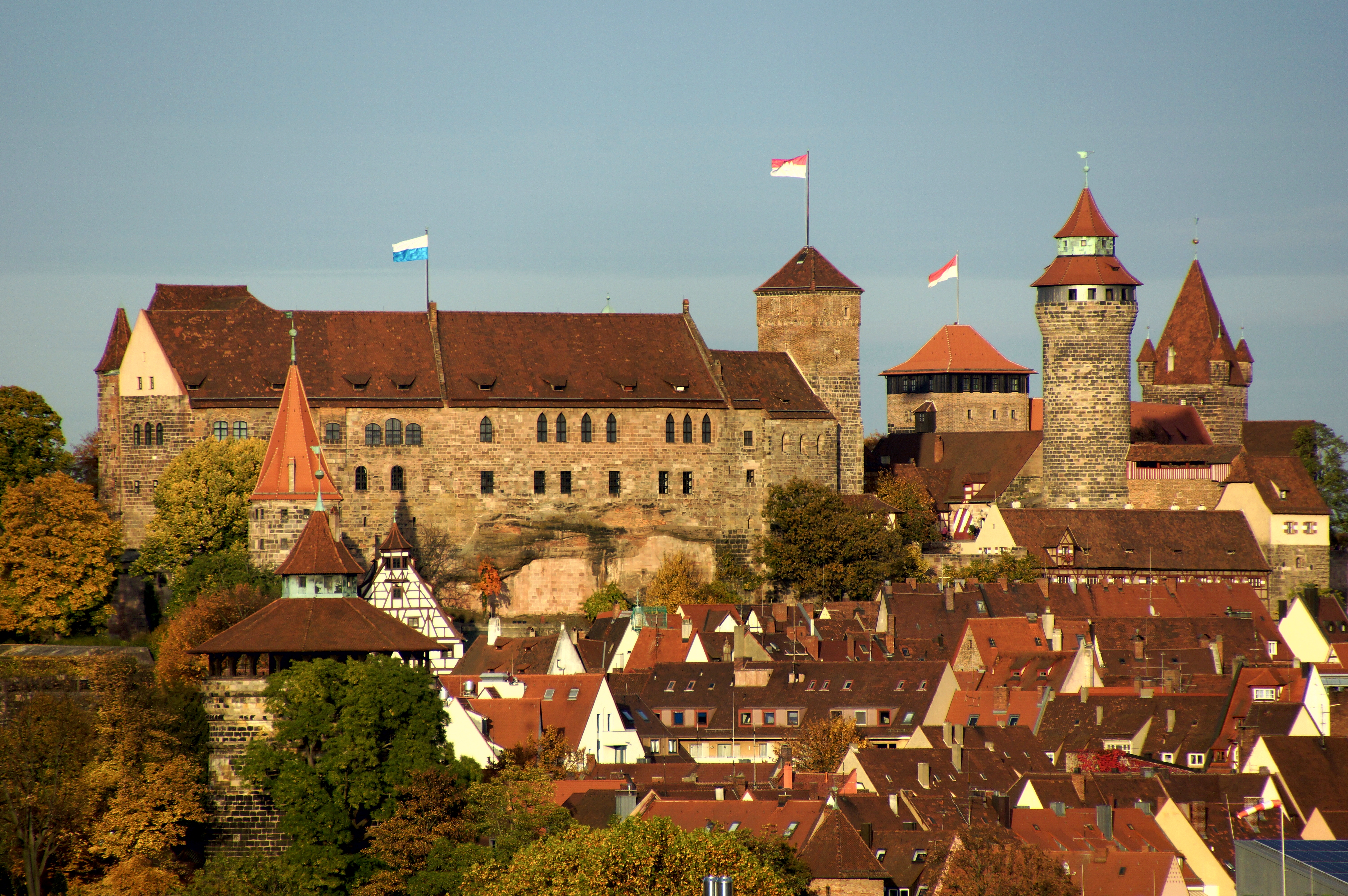
Lâu đài Nürnberg (lâu đài của Hoàng đế, bên trái, và lâu đài của Bá tước lâu đài, bên phải)
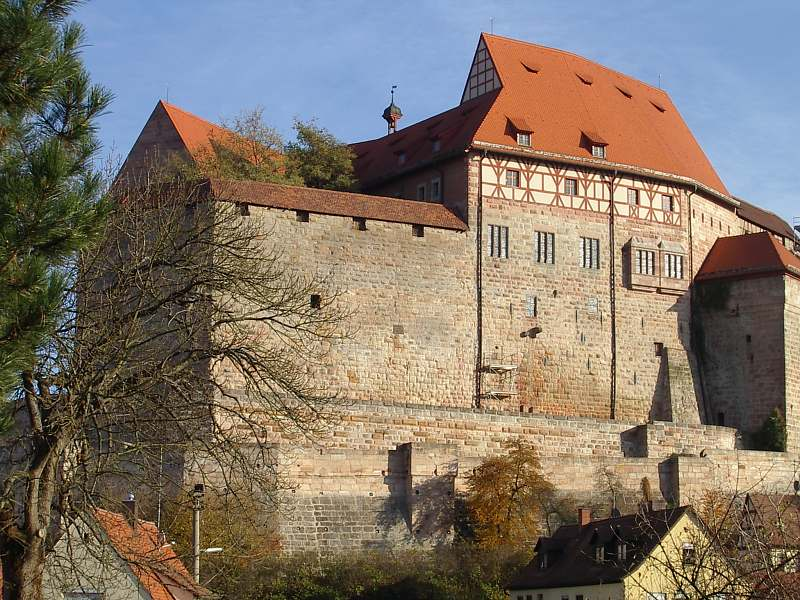
Cadolzburg Lâu đài gần Nuremberg (từ năm 1260 là trụ sở của Bá tước lâu đài)
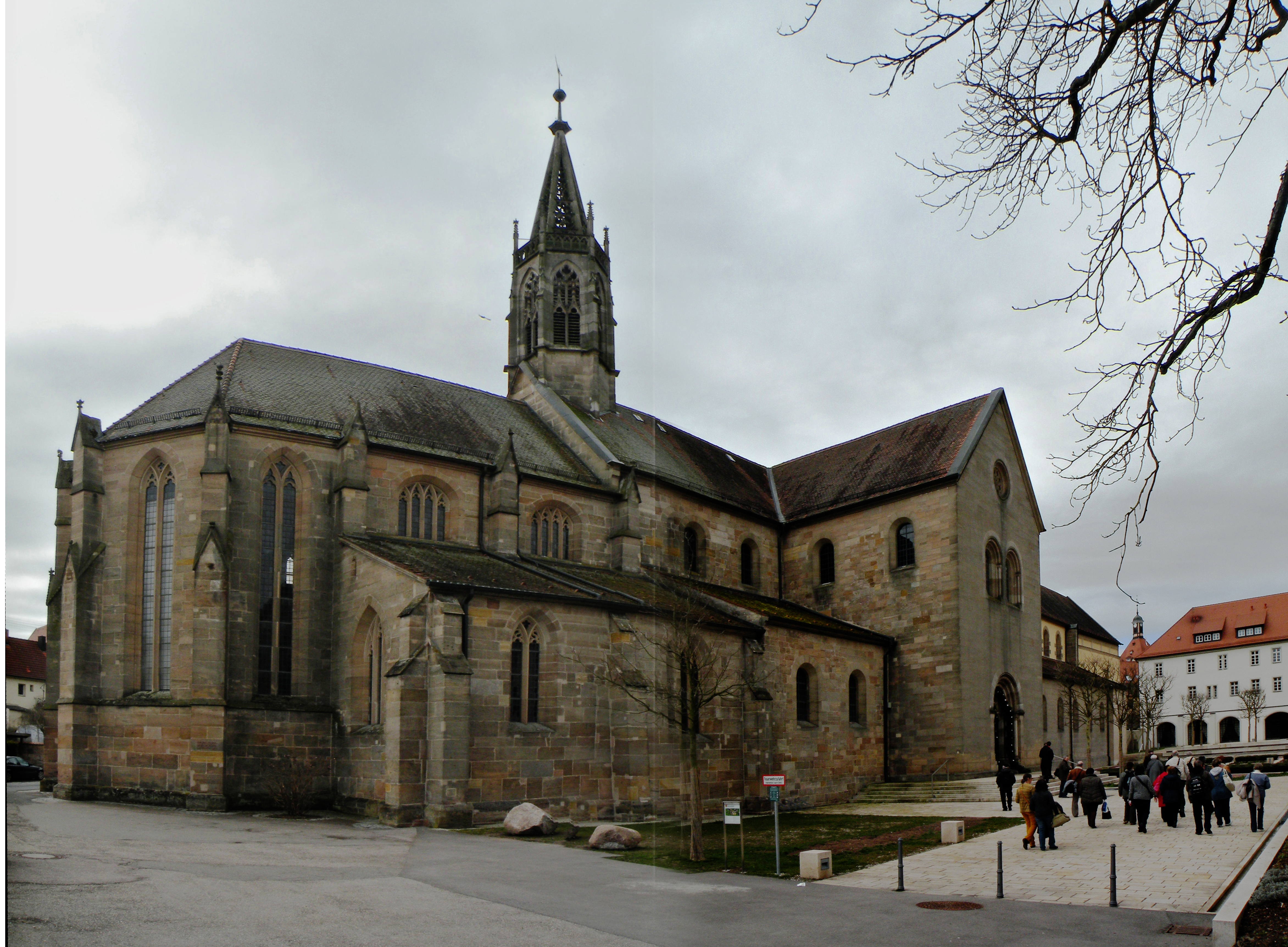
Tu viện Heilsbronn, nơi mà gia tộc Hohenzollern sử dụng làm nơi chôn cất gia đình